# Ernst Reijseger

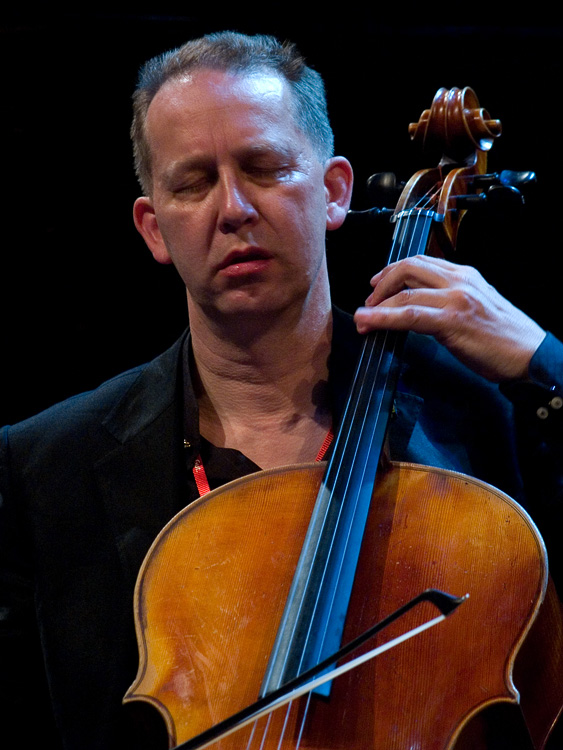
Ernst Reijseger, Moers Festival 2007.

Ernst Reijseger (13 de Novembro de 1954, Bussum, Países Baixos) é um violoncenlista e compositor especializado em jazz, improvisação e música erudita contemporânea. Apresenta-se em concertos solo ou acompanhado de grupos de diversas formações.
Participou de diversos projetos envolvendo world music com músicos da Sardenha, Turquia, Irã, Senegal, Brasil e Argentina.
Trabalhou com Louis Sclavis, Derek Bailey, Han Bennink, Misha Mengelberg, Gerry Hemingway, Yo-Yo Ma, Albert Mangelsdorff, Franco D'Andrea, Joëlle Léandre, Georg Gräwe, Trilok Gurtu e Mola Sylla.
Como violoncelista, realizou várias gravações solo e com grupos, tendo sido personagem de um documentário.
Compôs trilhbas sonoras de filmes, incluindo a do filme The Wild Blue Yonder, de Werner Herzog.

## Trilhas sonoras
- 2005 - The Wild Blue Yonder
- 2004 - The White Diamond

Ambas gravadas nas mesmas seções com Reijseger, Mola Sylla e as Voches De Sardinia.